# Karl Markovics
Karl Markovics (Wenen, 29 augustus 1963) is een Oostenrijks acteur, regisseur en scenarioschrijver. Markovics is vooral bekend van zijn rollen in Commissaris Rex en Die Fälscher.

## Biografie
In 1991 speelde Markovics zijn eerste rol in de film Hund und Katz van regisseur Michael Sturminger. In 1993 speelde hij in de film Indien. Een breder publiek bereikte hij tussen 1994 en 1996 door zijn rol in de Oostenrijkse detectiveserie Commissaris Rex als District Inspecteur Stockinger.
In de daaropvolgende jaren speelde Markovics in tal van televisie- en theaterproducties, waaronder in het Theater in der Josefstadt en het Weense volkstheater, waar hij voor het eerst een theatervoorstelling regisseerde. In 2008 was hij te zien in de tweedelige televisieserie Die Gustloff.
In 2007 speelde hij de rol van Salomon Sorowitsch in Die Fälscher, die bij de 80ste Oscaruitreiking werd onderscheiden met de Oscar voor beste buitenlandse film, tot dan toe Markovics grootste internationale succes.
Markovic was in 2009 samen met andere Oostenrijkse filmmakers medeoprichter van de Academie van de Oostenrijkse film.
In 2011 maakte hij met de speelfilm Atmen zijn debuut als regisseur en scenarioschrijver. De speelfilm met Thomas Schubert in de hoofdrol was in 2011 uitgenodigd voor het 64ste Filmfestival in Cannes. Uiteindelijk won de film prijzen in zes verschillende categorieën.
Tevens speelde hij in 2011 in de film Süskind van de Nederlandse regisseur Rudolf van den Berg. Daarin speelde hij Ferdinand aus der Fünten, die als SS-Hauptsturmführer tijdens de Tweede Wereldoorlog voor het Centraal Bureau voor Joodse Emigratie in Amsterdam verantwoordelijk was.
Markovic is getrouwd en vader van twee geadopteerde kinderen.

## Filmografie
Markovics heeft voornamelijk in Oostenrijkse films en televisieseries gespeeld. Onderstaand overzicht geeft een deel van zijn gespeelde rollen weer.

### Televisiefilms en -series
- 1994–1996: Commissaris Rex (televisieserie, 29 afleveringen)
- 1996: Stockinger (televisieserie, 14 afleveringen)
- 1998: MA 2412 (Sitcom, gastoptreden)
- 1999: Sturmzeit (5-delige televisiefilm)
- 2000: Lumpazivagabundus (televisiefilm)
- 2002: Andreas Hofer – Die Freiheit des Adlers (televisiefilm)
- 2002: Die Wasserfälle von Slunj
- 2003: Annas Heimkehr
- 2004: Zuckeroma
- 2005: Mein Mörder
- 2005: Vier Frauen und ein Todesfall (televisiefilm)
- 2005: Trautmann (televisiefilm/serie)
- 2006: Kronprinz Rudolf (tweedelige televisiefilm)
- 2006: Die Märchenstunde
- 2007: Franz Fuchs – Ein Patriot (televisiefilm)
- 2008: Die Gustloff (televisiefilm)
- 2013: Mord in den Dünen
- 2017: Babylon Berlin (televisieserie)

### Films
- 1993: Indien
- 1993: Muttertag – Die härtere Komödie
- 1993: Halbe Welt
- 1995: Auf Teufel komm raus
- 1997: Qualtingers Wien
- 1998: Hinterholz 8
- 1998: Der Strand von Trouville
- 1998: Drei Herren
- 1999: Late Show
- 1999: Alles Bob!
- 1999: Wanted
- 1999: Geboren in Absurdistan
- 2000: Komm, süßer Tod
- 2001: Showdown
- 2001: Die Männer ihrer Majestät
- 2007: Die Fälscher
- 2009: Hexe Lilli – Der Drache und das magische Buch
- 2009: Die kleinen Bankräuber
- 2010: Nanga Parbat
- 2010: Henri 4
- 2010: Mahler auf der Couch
- 2010: Die verrückte Welt der Ute Bock
- 2011: Unknown
- 2012: Eastalgia
- 2012: Süskind
- 2012: Die Vermessung der Welt
- 2014: The Grand Budapest Hotel
- 2016: Lída Baarová
- 2020: Resistance

### Als regisseur en scenarist
- 2011: Atmen

- Bibsys: 8040848
- Biblioteca Nacional de España: XX4968752
- Bibliothèque nationale de France: cb15854521k (data)
- Gemeinsame Normdatei: 140256989
- International Standard Name Identifier: 0000 0001 1576 7210
- Library of Congress Control Number: no2008135003
- Nationale Bibliotheek van Letland: 000191403
- Nationale Bibliotheek van Tsjechië: xx0075173
- Nationale Bibliotheek van Israël: 987007434740505171
- Nederlandse Thesaurus van Auteursnamen: 308943821
- Système universitaire de documentation: 136900542
- Virtual International Authority File: 85792960
- WorldCat: E39PBJj8QmwrhMB9hPhKRXR9Xd